# Rumiko Takahashi
Rumiko Takahashi (高橋 留美子, Takahashi Rumiko, Niigata, 10 de outubro de 1957) é uma mangaká japonesa. Ela é uma das artistas de mangá mais ricas do Japão. Seus trabalhos são populares no mundo todo, sendo traduzidos em diversas línguas. Takahashi também é a artista que mais vendeu mangás; até fevereiro de 2013, mais de 170 milhões de cópias de seus trabalhos foram vendidas. Ela ganhou duas vezes o Prêmio Shogakukan de Mangá: em 1980 com Urusei Yatsura e em 2002 com InuYasha.

## Carreira
Ela é criadora de muitos mangás, incluindo Turma do Barulho (título que Urusei Yatsura ganhou no Brasil), Ranma ½, InuYasha e Maison Ikkoku. Todos os trabalhos alcançaram tamanho sucesso nas terras nipônicas e ficaram internacionais. O primeiro trabalho profissional de Rumiko foi Those Selfish Aliens, que a fez ganhar o prêmio de "New Artist Award".
Rumiko-sensei, como é chamada pelos fãs mais íntimos com seus trabalhos, apesar de ser a dona de uma fortuna de alguns milhões, é uma pessoa simples que nunca deixa de exibir um sorriso. Sua especialidade em tramas é fazer a boa e velha comédia romântica, também por satirizar o cotidiano da vida japonesa. Ingredientes que fazem fãs até hoje, nas telas do mundo todo.
Ranma ½, um dos maiores sucessos da autora, foi lançado em 1987, e apesar da "idade", é um anime que ainda conquista público, sem "envelhecer" no gosto dos fãs. Nove meses depois de finalizar este, veio InuYasha, que não fica de fora desse balaio: só ele já falou mais de 9 línguas em diversos países.
Rumiko foi chamada pela Sunrise, a produtora de InuYasha e Gundam Wing, para supervisionar o projeto do anime para a televisão, para ter a segurança de que o trabalho sairia em perfeito estado para os fãs. Abaixo, alguns de seus trabalhos mais famosos:

## Trabalhos
| Ano           | Nome                             | Nº de volumes | Vendas no Japão | Editora    |
| ------------- | -------------------------------- | ------------- | --------------- | ---------- |
| 1978–87       | Urusei Yatsura (うる星やつら)    | 34            | 28 milhões      | Shōgakukan |
| 1980–87       | Maison Ikkoku (めぞん一刻)       | 15            | 25 milhões      | Shōgakukan |
| 1984–94       | Mermaid Saga (人魚シリーズ)      | 3             |                 | Shōgakukan |
| 1987–96       | Ranma ½ (らんま1/2)              | 38            | 53 milhões      | Shōgakukan |
| 1987–2007     | One-Pound Gospel (1ポンドの福音) | 4             |                 | Shōgakukan |
| 1987–presente | Rumic Theater (高橋留美子劇場)   | 4             |                 | Shōgakukan |
| 1996–2008     | InuYasha (犬夜叉)                | 56            | 45 milhões      | Shōgakukan |
| 2009–2017     | Rin-ne (境界のRINNE)             | 18            | 6 milhões       | Shōgakukan |
| 2019–presente | MAO (マオ)                       | 1             | -               | Shōgakukan |

## Premiações
Takahashi foi premiada com o Inkpot Award, uma honraria criada pela San Diego Comic-Con destinada aos melhores profissionais de HQ, sci-fi, animação etc.
A ComicsAlliance a listou como 1 das 12 mulheres cartunistas que merecem  reconhecimento de conquistas por toda a vida. Em julho de 2018, ela ganhou o Eisner Award, um prêmio para quadrinistas de enorme destaque. Graças ao prêmio, Rumiko entrou no Hall da Fama . Ela também venceu 2 vezes o Prêmio de Mangá Shogakukan; em 1981 (Urusei Yatsura) e 2002(InuYasha). Em janeiro de 2019, Takahashi venceu o Grande Prêmio do Festival d'Angoulême.